# Дом породице Михајловић
Чесни дом породице Михајловић налази се у Обреновцу, у улици Милоша Обреновића бр. 182. Први пут се насеље Обреновац под именом Палеж помиње у историјским изворима 1718. године, у аустријском државном попису Ваљевског дистрикта, као насеље са 11 домова. Археолошки налази показују да је насеље много старије и да вуче корене још из периода римске владавине. Природни услови, богата околина, повољан положај на раскршћу путева и прелаза преко река утицали су на брзи развој насеља и његове чаршије током XIX века. Палеж је постао значајан привредни и трговачко-занатски центар и важно извозничко место преко којег се одвијала трговина овог дела Србије са Аустријом. Због свог привредног, управног и просветно-културног значаја, 1859. године, у част повратка Милоша Обреновића у Србију, место је добило статус вароши и ново име Обреновац. Кроз урбано-архитектонску структуру обреновачке чаршије могуће је пратити не само економски просперитет већ и социјалну и културну еволуцију српског друштва, које се у кратком временском периоду трансформише од патријархално-руралног у грађанско друштво.

## Историја
Чесни дом породице Михајловић једна је од најзначајнијих и несумњиво најлепших варошких кућа у Обреновцу. Зна се да постоји већ од почетка деветнаестог века, али нема тачних података о самој години градње. Међутим, постоје подаци, које нам је оставио посредним путем, преко записа српски књижевник Јоаким Вујић, на свом путовању кроз Србију 1826. године. У свом пролазу кроз Обреновац Вујић бележи следеће: „По пришетвију мојему овамо на преношчије дођем код г. Димитрија Михајловића, купца здешнаго, који ме учтиво и радосно прими у свој чесни дом, потом донесе ми добру вечеру и кафу“, закључује се да је дом већ 1826. године био изграђен.
Дом породице Михајловић је, својевремено, била монументална кућа са пословно-стамбеном наменом. Јака трговачка традиција у ондашњем Палежу је успела да очува српски трговачки слој у време привредне стагнације Београдског пашалука крајем XVIII и почетком XIX века. Податак да се заправо заиста ради о српској кући, а не кући купљеној или наслеђеној од Турака, сведочи и податак који се помиње у књизи Јоакима Вујића, да насеље Палеж 1826. године има „60 самих српских кућа и ниједну турску“.

## Изглед куће
Основа куће је издуженог правоугаоника, са двосливним кровом. Кућа се састоји се од приземља, спрата и подрума, који се налази испод дела објекта. Зидана је дрвеним бондруком, са испуном од опеке. Кров се састоји од конструкције која је од дрвених рогова, греда и покривача од бибер црепа. Кров је двосливан. Просторна организација се развија по линеарној схеми са продуженом поделом у просторијама у низу. Од централног пролаза у источном делу куће се налазе три међусобно повезане просторије, у којима су се налазиле радње. Од централног пролаза, са западне стране, налази се једна већа просторија, чији улаз гледа на улицу. Ова просторија је повезана с мањом оставом, коју је трговачка породица и те како користила у свом пословању. У задњем делу дворишта, са источне стране, гледано од централног пролаза, смештене су две веће просторије, које су међусобно повезане, а западно се налазе мање предсобље и једна соба. Све просторије у дворишном делу приземља биле су намењене становању.
На спрату се налазе три велике собе са фронталне стране, које су међусобно повезане, а у дворишном делу велики трем, од којег се са обе стране улази у по две просторије, које су биле намењене становању.
Главна улична фасада је равна и изведена у малтеру. Њен источни део је у приземљу имао архитравни трем, који је данас затворен. На фасади се налази карактеристичан хоризонтални венац са плитко извученим профилима. Венац је омалтерисан читавом својом ширином. Дворишна фасада се састоји од низа аркада како у приземљу, тако и на спрату. Главни венац је у плиткој пластици.
Прозори се налазе у низу. Врата су са филунгама и прекривајућим бравама. Изузетак су врата на спрату, која су рађена у филунгама „инкрустирано“. Подови су, зависно од своје намене, рађени у опеци или од дасака. Оџаци и оџаклије су зазидани.
Посебан квалитет ове куће чини то што у погледу опште архитектонске концепције представља симбиозу оријенталних турских и европских схватања у стамбеној архитектури. Линеарна шема унутрашње организације простора, карактеристична за европску кућу, није сметала да се истовремено постигне максимално коришћење простора удобности турских варошких кућа. Упркос новој шеми, у Чесном дому је остала присутна и једна од највећих вредности турске оријенталне архитектуре – јединство спољашњег и унутрашњег света, постигнуто великим отвореним тремовима на спрату и у приземљу.

## Реконструкције и данашње стање
Почетком седамдесетих година прошлог века рађени су радови на реконструкцији објекта, после чега је у овом дому смештена Библиотека Влада Аксентијевић, која се и данас тамо налази. Током прошлог века, у Обреновцу је за ову зграду одомаћен назив Милошев конак, јер је по непотврђеном предању, у овог згради Милош Обреновић повремено коначио (спавао).

## Споменик културе
Многоструке, неоспорне вредности Чеснога дома породице Михаиловић у Обреновцу, као функционалног, конструктивног и естетског достигнућа нашег народног неимарства, чине овај објекат једним од највреднијих споменика на подручју града Београда.
Због свега претходног, Чесни дом је проглашен за споменик културе 1970, а за културно добро од великог значаја утврђен је 1979. године.
Након реконструкције почетком седамдесетих година прошлог века, у кућу је смештена библиотека која се и данас тамо налази.